# Wereldbeker voetbal voor clubteams (vrouwen)
Het Internationale kampioenschap vrouwenvoetbal voor clubs (Engels: International Women's Club Championship) was het belangrijkste voetbaltoernooi in de wereld voor vrouwen. Hoewel niet onder auspiciën van de FIFA, was het toernooi het vrouwelijk equivalent van de WK voetbal voor clubs en werden er drie edities gespeeld in Japan. Het toernooi kreeg naar sponsor Mobcast ook wel de naam Mobcast Cup en daarna naar sponsor Nestlé de naam Nestlé Cup toegewezen.

## Toernooiopzet
Aan het eerste toernooi, dat in 2012 in Saitama (Japan) werd gehouden, namen vier clubs deel volgens het knock-out principe. Als kampioen van het Europees continent deed Olympique Lyonnais (winnaar van de UEFA Women's Champions League 2011/12) mee, evenals de Australische kampioen Canberra United FC (winnaar van de W-League 2011/12). De landskampioen en de bekerwinnaar van het organiserend land werd aan het deelnemersveld toegevoegd. Dit werd gedaan om het toernooi voor het lokale publiek en sponsors interessanter te maken. Voor de editie van 2013 had de organisatie de intentie om ook andere continentale kampioenen te laten deelnemen, zoals de winnaar van de Copa Libertadores Femenina.

## Overzicht toernooien
| Jaar         | Organisator | Winnaar            | Uitslag   | Finalist           |
| ------------ | ----------- | ------------------ | --------- | ------------------ |
| 2012 Details | Japan       | Olympique Lyonnais | 2-1 (wnv) | INAC Kobe Leonessa |
| 2013 Details | Japan       | INAC Kobe Leonessa | 4-2       | Chelsea LFC        |
| 2014 Details | Japan       | São José           | 2-0       | Arsenal WFC        |